# Грицак, Василий Николаевич
Василий Николаевич Грицак (укр. Василь Миколайович Грицак; род. 17 февраля 1961, с. Горыньград Второй Ровненский район Ровненская область) — народный депутат Украины V созыва и VI созывов, генерал-лейтенант милиции, экс-заместитель председателя Государственной миграционной службы Украины, кандидат юридических наук, доцент, государственный служащий первого ранга, заслуженный экономист Украины, лауреат Государственной премии в области науки и техники. Участник боевых действий, награждён отличием президента Украины — «Защитнику Отечества».

## Биография
С 1979 года по 1981 год проходил службу в Советской Армии, г. Алма-Ата, в/ч 78460, военно-транспортный полк авиации и связи Среднеазиатского военного округа.
Образование высшее. В 1986 году окончил Украинский институт инженеров водного хозяйства (г. Ровно), в 1999 году — Одесскую государственную юридическую академию. Инженер-строитель, юрист-правовед.
С 1986 по 1995 годы — работа на инженерных и руководящих должностях в предприятиях Харькова и по совместительству руководитель проектного отдела УМВД Украины в Харьковской области, помощник начальника УМВД Украины в Харьковской области.
С 1995 по 2001 год — помощник ректора Университета внутренних дел — начальник отдела капитального строительства, проректор по экономике и материально-технического обеспечения Харьковского национального университета внутренних дел Украины.
В 1999 г. защитил кандидатскую диссертацию в докторском спецсовете Одесской государственной юридической академии.
С 2001 по 2005 год — начальник главного управления материально-технического и военного обеспечения Министерства внутренних дел Украины, начальник департамента ресурсного обеспечения Министерства внутренних дел Украины.
С 2006 по 2012 год — народный депутат Украины V (2006—2007 гг.) и VI (2007—2012 гг.) созывов Верховного Совета Украины. Комитет по вопросам законодательного обеспечения правоохранительной деятельности Верховного Совета Украины. Автор порядка 80-ти проектов законов Украины, 35 из которых подписано президентами Украины
.
С 2013 по 2014 год — заместитель председателя Государственной миграционной службы Украины.
С 2008 до настоящего времени председатель международной общественной организации «Союз генералов органов внутренних дел Украины».

## Деятельность в Верховной раде
В 2006 году Народный депутат Украины Грицак В. М. внес проект Закона Украины «О национальном демографическом регистре» № 2170 от 14.09.2006 г.. С этого момента законодательно начался решаться вопрос о новой паспортной системе Украины и идентификационных документах, согласно новым стандартам ИКАО.
Постановлением Верховной рады Украины № 719-V было приведено паспорт Украины для выезда за границу к европейским стандартам. В. Н. Грицак разработал Закон «О приоритетных направлениях в деятельности правоохранительных органах Украины» № 2389-VI. Также разработал Закон «Об охранной деятельности» (№ 4616-VI), который был успешно принят. Впервые на Украине отрегулировано правовые, организационные и экономические основания внедрения охранной деятельности всех форм собственности, прав физических и юридических лиц при осуществлении охранной деятельности.
С 2011 г. Василий Грицак был соавтором идеи создания Украинской полиции еще до того, как нынешний Министр внутренних дел Украины А.Аваков выразил интерес к созданию новой патрульной полиции вместо Милиции. Грицаком В. Н. были разработаны два основополагающих проектов Законов «О полиции» и «О Государственной службе правопорядка». На основании этих законов в 2014 году был принят Закон «О национальной полиции Украины». Авторы законопроектов хотели предусмотреть высокий контроль над деятельностью милиции. «Отмена некоторых званий обоснована тем, что в таковых уже попросту нет потребности. Об этом нам говорит опять-таки европейский опыт. А повышение зарплат приведет к постепенной ликвидации коррупции, которую, к сожалению, за один день искоренить невозможно», — отметил В.Грицак.
18.05.2012 г. В.Грицаком был внесен проект Закона «О едином государственном демографическом реестре и о документах, которые подтверждают гражданство Украины, свидетельствуют личность и ее специальный статус». Закон был принят в 2012 году (№ 5492-VI). Таким образом, Украина привела окончательно свое законодательство к мировым стандартам в области идентификационных документов. По оценкам мировых экспертов, более качественного документа в этой сфере в Европе нет.
Также Грицаком В. Н. разработано ряд Законов «Об организации правовых основ борьбы с организованной преступностью и коррупцией». Принимал активное обсуждение и голосовал за весомые законы в области финансов, экономики, юриспруденции, внешней и внутренней политики и другие. По оценке экспертов был одним из самых дисциплинированных и эффективных депутатов в V и VI созывов Верховного Совета Украины.
Журналисты сайта «Наши деньги», проводящий анализ тендеров Украины, называют Василия Грицака лоббистом концерна «ЕДАПС» в Верховной Раде, пользуясь своим монопольным положением, неоправданно завышает цены на свою продукцию, за которую приходится платить налогоплательщикам.

## Общественная деятельность
С 2008 года по настоящее время - председатель международной общественной организации «Союз генералов органов внутренних дел Украины». Государственный служащий первого ранга. Президент Харьковского областного спортивного клуба «Центурион». Председатель общественной организации «Союз оружейников Украины».

## Научная деятельность
Кандидат юридических наук, доцент, лауреат Государственной премии Украины в области науки и техники. Лауреат международного конгресса ID World «За значительный вклад в развитие электронных паспортов мира. Украинский загранпаспорт» 18 ноября 2008 года (Милан, Италия). Решение конкурсной комиссии ОБСЕ, Еврокомиссии и Интерпола.
 Избранные труды 
- Грицак В. Н., Поважнюк В. Г. Департамент ресурсного обеспечения МВД Украины — Киев: Пресса Украины, 2007—166 с.
- Грицак В. Н., Голуб Ю. Н., Ильин А. В., Большаков В. Н., Федько В. Ф. Оружие подразделений специального назначения — Киев: ООО «Имидж Принт», 2008—271 с.
- Грицак В. М., Сичик О. В. Село моє — душа моя: літопис сіл Гориньград-І та Гориньград-ІІ Рівненського району Рівненської області. Історія. Факти. Сучасність. Харків : ФО-П Залогін С. О., 2013. — 336 с.
- Грицак В.Н. Свято-Троицкий Храм с. Горыньград Первый: 200 лет со дня основания. — Киев: КВИЦ, 2016. — С. 192. [14]

Автор около 40 научных статей по вопросам юриспруденции, миграционной политики и экономики в научных изданиях Украины и других государств.
 Избранные статьи 
- Грицак, В. Н.  Взаимоотношения губернаторов и органов городского самоуправления в Российской империи (вторая половина XIX в.) // Вестник Харьковского национального университета внутренних дел. - 1999. - Выпуск 9
- Грицак, В.  Правовое положение губернаторов в Российской империи в 50-60-е гг. XIX в. // Слобожанщина. - 1999. - №11 С. 192-199.
- Грицак, В. Н. Губернатор в государственном механизме Российской империи во второй половине XIX в. (На материалах Харьковской губернии): историко-правовое исследование: Автореф. дис. канд. юрид. наук: 12.00.01 / В.М. Грицак.- Одесса, 1999.- 21 с.
- Грицак, В. Н.  Губернаторская власть в Российской империи в 1870-х-1890-х гг. // 1999. - 2 // Вестник Запорожского юридического института. - 1999. - 2 С.164-171.
- Грицак, В.Н.  Правовой статус губернаторов в Российской империи в 50-60-е гг. XIX в. // Вестник Харьковского национального университета внутренних дел. - 1999. - Выпуск 7. Ч. 1 // 1999. - 7 С.22-301.
- Грицак В. Н. Актуальные вопросы государства и права. (Одесская государственная юридическая академия), 1999.
- Грицак В. Н. Актуальные проблемы политики. (Одесская государственная юридическая академия), 1999.
- Грицак В. Н. Юридический вестник. (Одесская государственная юридическая академия), 1999.
- Грицак В. Н. Научный вестник Национальной академии внутренних дел Украины, 1999.
- Грицак В. Н. «Вестник университета внутренних дел Украины», 1999.
- Грицак, В.  "Бережливость и разумное ограничение расходов - основное требование к ресурсному обеспечению ОВД" // Милиция Украины. - 2002. - №12 с.6-7
- Грицак, В.  Об особенностях ресурсного обеспечения ОВД // Милиция Украины. - 2003. - №4с.7-8. 67.9 (4УКР-4ХАР) 301.011.2-1 / Г85
- Грицак, В. Н.  Губернатор в государственном механизме Российской империи во второй половине XIX в. (На материалах Харьковской губернии): монография / В. Н. Грицак.- Х.: Изд-во НУВД, 2003.- 160 с.
- Грицак В. Н. Научные работы Одесской национальной юридической академии, 2003.
- Грицак В. Н. Наше право. (Национальный университет внутренних дел Украины), 2003.
- Грицак, В. Н.  Особенности конституционного строя федеративных стран Европейского Союза (опыт децентрализации) // Вестник Запорожского юридического института. - 2004. - № 1 С. 18-26.
- Грицак, В. Н.  Правовая характеристика административно-территориального устройства украинских земель в период с 1917 по 1991 гг. // Бюллетень Министерства юстиции Украины: офиц. изд. / Осн. М-во юстиции Украины. - 2004. - № 9 С.5-25
- Грицак В. Н. Актуальные проблемы современной науки в исследованиях молодых ученых. (Национальный университет внутренних дел Украины), 2005.
- Грицак В. Н. «Научный вестник Киевского национального университета внутренних дел Украины», 2006.
- Грицак В. Н. «Вестник Академии прокуратуры Украины», 2007.
- Грицак, В.  Страна готова к внедрению биометрических паспортов // Голос Украины. - 2007. - 19 декабря (№ 239) С.6
- Грицак В. Н. Форум права. (Харьковский национальный университет внутренних дел) — по юридическим наукам, 2007.
- Грицак В. Н. «Вестник Харьковского национального университета». Серия «Право». 2008.
- 67.9 (4УКР) 308 / С-19 Законодательная реализация уголовно-правовой политики: анализ законопроектной деятельности Верховной Рады Украины V созыва по вопросам уголовного права / В.Д. Швец, В.Н. Грицак, Я.И. Василькевич, В.А. Гацелюк.- К.: Атика, 2008.- 244 с.
- Грицак, В. Н.  Особенности административно-территориального устройства по Конституции Украины // Наше право / Ourlaw: научно-практической. журн. / Осн. НУВД, Академия прав. наук Украины, Верховный Суд Украины и др. - 2009. - № 4 ч.1 С. 5-9.
- Грицак, В.  Административно-территориальное устройство Украины (1991-1996 гг.): Научно-правовой аспект // Вестник Академии прокуратуры Украины: журнал / осн. Акад. прокуратуры Украины. - 2009. - № 4 С.64-70.
- Грицак, В. Н.  Особенности административно-территориального устройства Украины в постконституционный период (1996 г. и по настоящее время) // Европейские перспективы: научно-практической. журн. / ХНУВД, Киевский нац. ун-т им. В. Гетьмана и др. - 2010. - № 1 С.5-17.
- Грицак, В. Н.  Польско-Литовское время - как этап становления административно-территориального устройства украинских земель // Наше право / Ourlaw: научно-практической. журн. / Осн. НУВД, Академия прав.наук Украины, Верховный Суд Украины и др. - 2010. - № 2. ч. 1. с.19-25.
- Грицак, В.  Конституционно-правовые понятия "государственное устройство" и "территориальное устройство" и применение в юридической науке // Вече: теорет. и обществ.-политич. журн. / Осн. Верховная рада Украины. - 2010. - № 7 С.8-10.
- Грицак, В.  Милиция может быть дееспособной, если она должным образом обеспечена необходимыми ресурсами // Милиция Украины: щомисяч. информ.-попул. и научно-практической. иллюстр. журн. / МВД Украины и Гос. Сбер. банк Украины. - 2010. - № 2 С.3-5.
- Грицак, В. Н.  Административно-территориальное устройство на территории украинскии земель Галицко-Волынское княжество // Наше право / Ourlaw: научно-практической. журн. / Осн. НУВД, Академия прав. наук Украины, Верховный Суд Украины и др. - 2011. - № 1, ч. 2 С. 27-33.
- Грицак, В. Н.  Политико-территориальное и административно-территориальное устройство государства: проблема соотношения понятий // Европейские перспективы: научно-практической. журн. / ХНУВД, Киевский нац. ун-т им. В. Гетьмана и др. - 2011. - № 1, ч. 2 С. 10-13.

## Награды
- Отличие Президента Украины — «Защитнику Отечества» (1999)
- Лауреат Государственной премии Украины в области науки и техники (2003)
- Почётная грамота Кабинета Министров Украины (2003)
- Именное оружие Министерства внутренних дел Украины (2003)
- Заслуженный экономист Украины (2004)
- Именное оружие Министерства обороны Украины (2004)
- Почетная грамота Верховной Рады Украины (2011)
- Награды МВД Украины («Крест славы», «Закон и честь», «Почетный работник МВД Украины», «Рыцарь Закона», «За безопасность народа», «За развитие науки, техники и образования I—III степеней»)
- «За заслуги» Министерства юстиции Украины.
- «За заслуги» МЧС Украины.
- Отмечен ведомственными наградами: МВД Российской федерации, Белоруссии, Польши, Венгрии, Молдовы, Казахстана, Армении и других стран.
- Награждён высокими церковными наградами за реконструкцию и реставрацию Свято-Троицкого храма (200 лет) в селе Горыньград Первый Ровенского района Ровенской области, а также православных храмов в Харьковской, Полтавской, Киевской, Ровенской, Волынской и Закарпатской областях.

## Семья
- Жена: Грицак Наталья Васильевна.

- Дети: Марина, Игорь, Александр.

- Брат: Грицак, Виталий Николаевич (род. 11 июля 1964), служил в Афганистане (1983—1985 гг.), награждён медалью «За боевые заслуги», экс-начальник УВД Хмельницкой области (2007—2008 гг.), экс-начальник департамента охраны при МВД Украины (2008—2010 гг.), депутат Ровенского областного совета (2010—2015 гг.), генерал-майор милиции.

- Дед: Грицак Иван Макарович (род. 18 марта 1888 — 4 апреля 1964) — марсовый унтер-офицер Российского императорского флота на Балтике. Служил на броненосце «Император Александр II», линкоре «Гангут» и учебном судне «Николаев» (1909—1917). Отмечен наградами: бронзовой памятной медалью по случаю празднования 300-летия дома Романовых (04.03.1913 г.) и серебряной медалью «За усердие» на Станиславской ленте (19.06.1915 г.). Служил младшим матросом, матросом II и I статей на учебном судне «Николаев». (1909—1911), на «Император Александр II» (1911—1913), снова вернулся на «Николаев» в 3-ю роту (1913—1914). Проходил службу на линкоре «Гангут» (линкор российского и советского флота, последний по дате закладки и дате спуска на воду из четырёх дредноутов балтийской серии типа «Севастополь») (1914—1916). С 1916 г. И. М. Грицак был повышен в звании до марсового унтер-офицера, об этом было сказано в "Списке нижних чинов учебного судна «Николаев» от 01.05.1916 г. После окончания службы, в 1919 г. вернулся в родной Горыньград, где до конца жизни работал земледельцем. Умер 4 апреля 1964 в с. Горыньград Второй.

## Увлечения
В молодости — бокс, борьба, сейчас — футбол, история военных сражений и история Древнего мира.